# Вродени заболявания
Вроден дефект е медицинско състояние, което е налице по време на раждане. Вродените дефекти могат да бъдат в резултат от генетични дефекти на вътрематочната среда, на смесица от двете или на неизвестни фактори. Вроден дефект може да бъде открит при раждането, преди раждането или много години след него. Вроден дефект може да има незначителни или смъртоносни последствия.
Вродените дефекти могат да бъдат наричани болести, дефекти, разстройства, аномалии или генетични различия. Тези значения се припокриват донякъде, но използването им зависи и от оценка на вредността на състоянието. Например, хората може да не са на едно мнение дали определена физическа аномалия трябва да бъде наречена вроден дефект или просто малка вродена аномалия.

## Видове вродени дефекти
Има три главни видове вродени дефекти:
1. Вродени физически аномалии.
2. Вродени грешки в метаболизма.
3. Други генетични болести.